# Billy More
Billy More (eredeti neve: Massimo Brancaccio; Milánó, 1965. február 3. – Milánó, 2005. augusztus 14.) olasz énekes, zenész, drag királynő Milánóból. Első sikereit Max Coveri néven jegyezték.

## Élete
Brancaccio italo-disco énekesként kezdte karrierjét a 80-as években, olyan dalokkal, mint a "One More Time", "Run to the Sun" és a "Bye Bye Baby" című dalok.
A Billy More projekt akkor kezdődött, amikor Brancaccio találkozott Roberto Santinival (RSDJ) Milánóban a Zip Klubban. John Biancale később a Billy More dalainak aktuális énekese lett.
Billy More első kislemeze az Up & Down (Don’t Fall in Love with Me), 2000-ben jelent meg, és az olasz kislemezlistán az 5. helyre került. Ausztriában a 14. míg a német kislemezlista 21. sikerült jutnia. Második kislemeze a Come On and Do It 2001-ben jelent meg. Utolsó megjelent kislemeze 2005-ben a "Gimme Love" című dal volt.

## Halála
2005. augusztus 14-én Milánóban halt meg leukémiában. A Castelletto sopra Ticino temetőben helyezték végső nyugalomra Piemontban.

## Diszkográfia

### Kislemezek
| Cím                                           | Év   | Slágerlistás helyezés | Slágerlistás helyezés | Slágerlistás helyezés | Slágerlistás helyezés | Slágerlistás helyezés | Slágerlistás helyezés |
| Cím                                           | Év   | ITA                   | AUT                   | FRA                   | GER                   | SPA                   | SWI                   |
| --------------------------------------------- | ---- | --------------------- | --------------------- | --------------------- | --------------------- | --------------------- | --------------------- |
| "Up & Down (Don’t Fall in Love with Me)"      | 2000 | 5                     | 14                    | 89                    | 21                    | 8                     | 84                    |
| "The New Millennium Girl"                     | 2000 | 36                    | -                     | -                     | -                     | -                     | -                     |
| "Come On And Do It (Saturday Night Life)"     | 2001 | 41                    | 66                    | -                     | 82                    | -                     | -                     |
| "Loneliness"                                  | 2001 | -                     | -                     | -                     | -                     | -                     | -                     |
| "I Keep On Burning"                           | 2002 | 32                    | -                     | -                     | -                     | -                     | -                     |
| "Try Me" (With DJ Speciale)                   | 2003 | -                     | -                     | -                     | -                     | -                     | -                     |
| "Weekend"                                     | 2003 | -                     | -                     | -                     | -                     | -                     | -                     |
| "Boom Boom! (Let's Go Back To My Room)"       | 2004 | -                     | -                     | -                     | -                     | -                     | -                     |
| "My Rhythm Of The Night" (With DJ Roby Pinna) | 2004 | -                     | -                     | -                     | -                     | -                     | -                     |
| "Gimme Love"                                  | 2005 | -                     | -                     | -                     | -                     | -                     | -                     |

## Max Coveri néven

### Albumok
- Max Coveri (1990)

### Kislemezek
- One More Time (1986)
- Run to the Sun (1986)
- In the Night (1987)
- Bye Bye Baby (1987)
- Marry Go Round (1988)
- Love Will Keep Us Higher (1989)  (duett Roby Gabriellivel)
- Guy Guy (1989)
- One, Two, Three (1990)  (közreműködik: Radiorama)
- Toy Boy (1990)
- Pretty Woman (1990)
- Like a Summer Rain (1990)
- I Wanna Love You (1991)
- Dance Dance (1991)
- Come Back (1991)